# Prothelyphonus bohemicus
Prothelyphonus
Genre
Espèce
Synonymes
- Thelyphonus bohemicus Kušta, 1884
- Geralinura scudderi Kušta, 1888
- Geralinura noctua Kušta, 1888
- Geralinura crassa Kušta, 1888
- Prothelyphonus cordai Frič, 1904

Prothelyphonus bohemicus, unique représentant du genre Prothelyphonus, est une espèce fossile d'uropyges.
Prothelyphonus est un genre synonyme de Geralinura pour GBIF en 2022.

## Distribution
Cette espèce a été découverte à Rakovník en République tchèque. Elle date du Carbonifère,.

## Publications originales
- Kušta, 1884 : Thelyphonus bohemicus n. sp., ein fossiler Geißelskorpion aus der Steinkohlenformation von Rakonitz.  Sitzungsberichte der Königlich-Böhmischen Gesellschaft der Wissenschaft, Mathematisch-Naturwissenschaftliche Klasse, vol. 1884, p. 186–191 (de).
- Frič, 1904 : Palaeozoische Arachniden. Prague (texte original) (de).